# Bocca degli Abati
Pour les articles homonymes, voir Abati.
Bocca degli Abati (… - …) est un noble florentin du parti guelfe au XIIIe siècle.

## Biographie
Bocca degli Abati combattit dans la bataille de Montaperti (1260) et lors de l'assaut des troupes allemandes de Manfred Ier, il se trouvait dans l'unité de cavalerie proche de Jacopo de' Pazzi l'ancien (it) qui brandissait l'étendard à la tête de l'armée. Bocca degli Abati, bien qu'aux côtés des Guelfes florentins à cause d'alliances et d'intérêts pour le moins compliqués, était en réalité pour les Gibelins. À la vue de la contre-attaque siennoise, il s'approcha du porte-étendard florentin Jacopo de' Pazzi et lui trancha d'un coup net la main qui tenait l'étendard. Ceci provoqua un important désarroi dans les troupes guelfes, et signa, ensuite, la victoire des Siennois.
En 1266, il fut simplement exilé, faute de charges suffisantes pour le condamner.

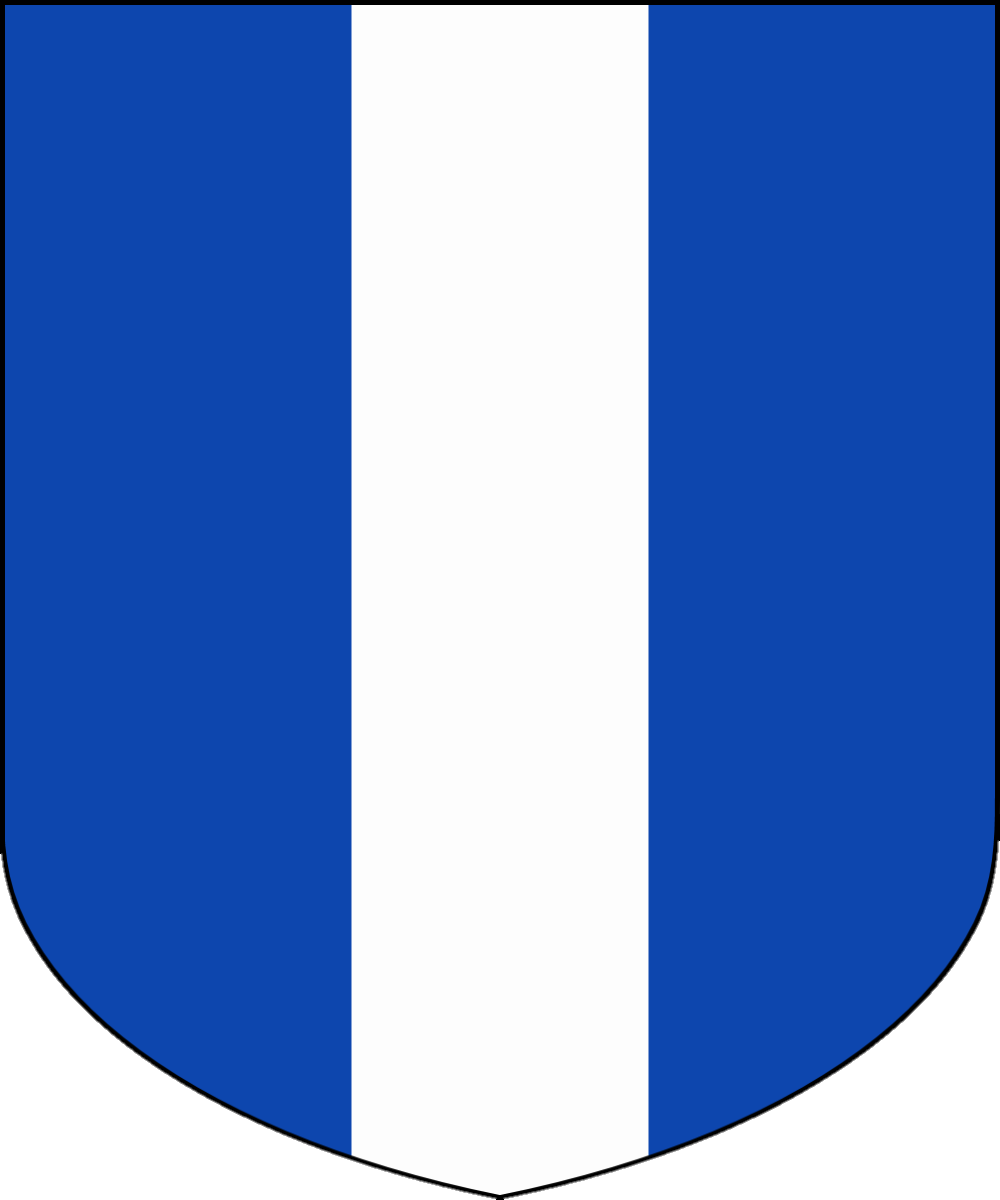
Blason de Bocca degli Abati (XIIIe siècle).

## Divine Comédie

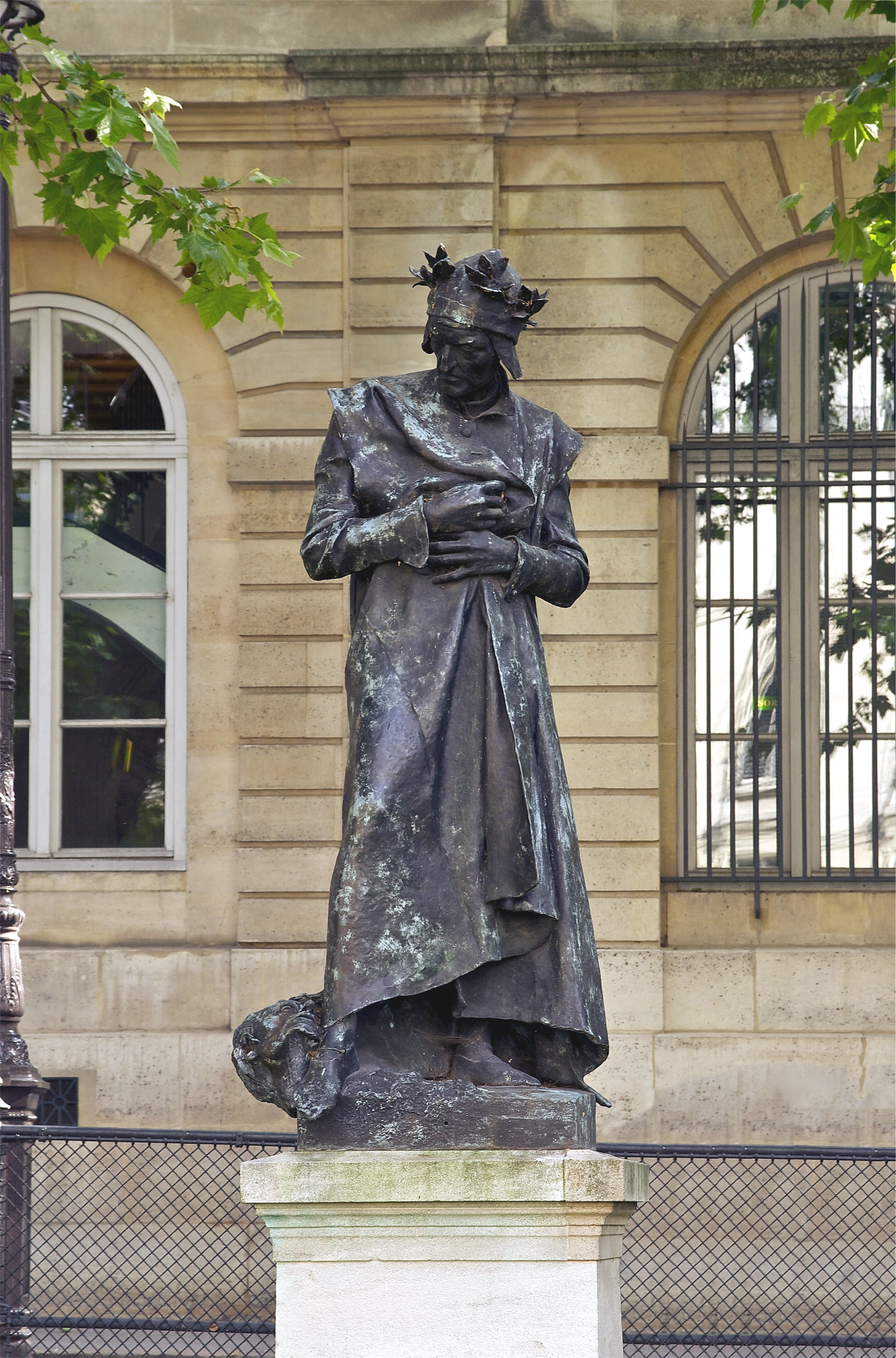
Statue de Dante heurtant la tête de Bocca degli Abati, square Michel-Foucault à Paris.

Dante Alighieri, en revanche, l'accuse ouvertement dans un des épisodes les plus rudes de l'Enfer :
traversant le Cocyte, dans la deuxième zone du neuvième cercle où sont punis les traitres, Dante trébucha sur une tête dépassant de la glace (il écrit qu'il ne sait pas expliquer si c'est selon sa volonté, selon le destin ou la volonté divine) laquelle jure et fait un bref signe à la « vengeance de Montaperti ». Alors, Dante a un doute et demande à Virgile de l'attendre un instant ; de retour vers le damné, il l'invite à révéler son identité mais quand celui-ci refuse (les deux ont une véritable altercation), Dante devient violent et saisit le damné par le col le menaçant de lui arracher les cheveux.
À ce moment, un autre damné trahit Bocca, révélant à Dante son nom, mais avant que le poète ne s'en aille, satisfait d'avoir résolu l'énigme du traitre de Montaperti, le même Bocca  se mit à hurler autant de noms que possible de ses compagnons de malédiction (Buoso da Duera, Tesauro Beccaria, Gianni de' Soldanieri (it), Ganelon et Tebaldello Zambrasi (it)), de façon à les traîner, eux aussi, dans l'infamie au plus profond de l'Enfer.

## Sources
- (it) Cet article est partiellement ou en totalité issu de l’article de Wikipédia en italien intitulé « Bocca degli Abati » (voir la liste des auteurs).